# 酒河村
酒河村（さけがわむら）は、広島県双三郡にあった村。現在の三次市の一部にあたる。

## 地理
三次盆地西南部の丘陵地帯に位置していた。

## 歴史
- 1889年（明治22年）4月1日、町村制の施行により、三次郡東酒屋村、西酒屋村、青河村が合併して村制施行し、酒河村が発足[1][2]。旧村名を継承した東酒屋、西酒屋、青河の3大字を編成[2]。大字西酒屋の源光寺を仮庁舎として役場を設置[2]。
- 1898年（明治31年）10月1日、郡の統合により双三郡に所属[1][2]。
  - 同年、字末元に新庁舎を建設し役場を移転[2]。
- 1950年（昭和25年）4月1日、大字東酒屋字吉ケ谷を双三郡神杉村に編入[1][2]。
- 1954年（昭和29年）3月31日、双三郡三次町、十日市町、河内村、和田村、神杉村、田幸村、粟屋村と合併し、市制施行して三次市を新設して廃止された[1][2]。

### 地名の由来
合併村名の各一文字を組み合わせたもの。

## 産業
- 農業

## 交通

### 鉄道
- 1915年（大正4年）芸備鉄道（現芸備線）広島～三次間開通[2]

## 教育
- 1947年（昭和22年）酒河中学校を開校し、1949年（昭和24年）十日市中学校に統合[2]。

## 名所・旧跡
- 酒屋高塚古墳（広島県指定史跡）[2]